# Podgryavane na vcherashniya obed
Podgryavane na vcherashniya obed é um filme de drama macedônio-búlgaro de 2002 dirigido por Kostadin Bonev.
Foi selecionado como representante da Bulgária à edição do Oscar 2003, organizada pela Academia de Artes e Ciências Cinematográficas.

## Elenco
- Svetla Yancheva - Starata Katerina
- Bilyana Kazakova - Mladata Katerina
- Mariya Mazneva - Malkata Katerina
- Snezhina Petrova - Tzena
- Rousy Chanev - Dedo Vande